# Afrarchaea bergae
Afrarchaea bergae là một loài nhện trong họ Archaeidae. Loài này phân bố ở Nam Phi.